# Consejo de Asuntos Exteriores de la Unión Europea
El Consejo de Asuntos Exteriores es una de las formaciones internas en que se constituye el Consejo de la Unión Europea. Al Consejo de Asuntos Exteriores le corresponde elaborar la acción exterior de la Unión atendiendo a las líneas estratégicas definidas por el Consejo Europeo y de las recomendadas y propuestas por el vicepresidente de la Comisión para Asuntos Exteriores, que es quién preside las reuniones permanentemente. Responsable principalmente de elaborar y hacer cumplir la Política Exterior y de Seguridad Común (PESC), incluyendo la Política Común de Seguridad y Defensa (PCSD).
Su existencia es obligada, por razón de su expresa previsión constitucional (art. 16.6 del Tratado de la Unión Europea).
El Consejo de Asuntos Exteriores es la única formación del Consejo que se sustrae del sistema de presidencias rotatorias y dispone de una presidencia estable, que corresponde con carácter nato al Alto Representante y Vicepresidente para Asuntos Exteriores de la Comisión Europea.
Hasta la entrada en vigor el 1 de diciembre de 2009 del Tratado de Lisboa, esta formación estuvo integrada en el anterior Consejo de Asuntos Generales y Relaciones Exteriores, que desde entonces ha quedado separado en dos formaciones distintas: el Consejo de Asuntos Exteriores y el Consejo de Asuntos Generales. Por la complejidad de los temas abordados, no es infrecuente que su habitual composición de los ministros de asuntos exteriores de la Unión se vea ocasionalmente alterada; así, para tratar temas de comercio internacional o de desarrollo, acudirán los ministros y comisarios (sin voto) del ramo concernidos. Esto es particularmente acentuado en temas de política común de seguridad y defensa, donde suelen ser convocados los ministros de Defensa de los Estados miembros.
Sus reuniones se celebran una vez al mes en la sede del Consejo en Bruselas o en Luxemburgo.